# Zbłąkany pies
Zbłąkany pies (jap. 野良犬 Nora inu) – japoński film kryminalny z 1949 roku, nakręcony w Tokio.
Pierwotnie "Zbłąkany pies" był planowany w formie powieści, ale Kurosawa nie zdecydował się na jej publikację.

## Fabuła
Pewnego słonecznego dnia policjant Murakami zostaje w autobusie okradziony z broni. W celu odzyskania broni i odnalezienia jej handlarzy postanawia zagłębić się w świat biedy i przestępczości. Na tropie handlarzy pomaga mu doświadczony oficer Satō. Zdemaskowanie tytułowego Zbłąkanego Psa okaże się dużym wyzwaniem.

## Obsada
- Toshirō Mifune – Murakami
- Takashi Shimura – Satō
- Gen Shimizu – inspektor Nakajima
- Keiko Awaji – Harumi Namaki
- Isao Kimura – Yusa
- Reisaburō Yamamoto – Hondo
- Masao Shimizu – Nakamura

i inni